# Bruniotvaré

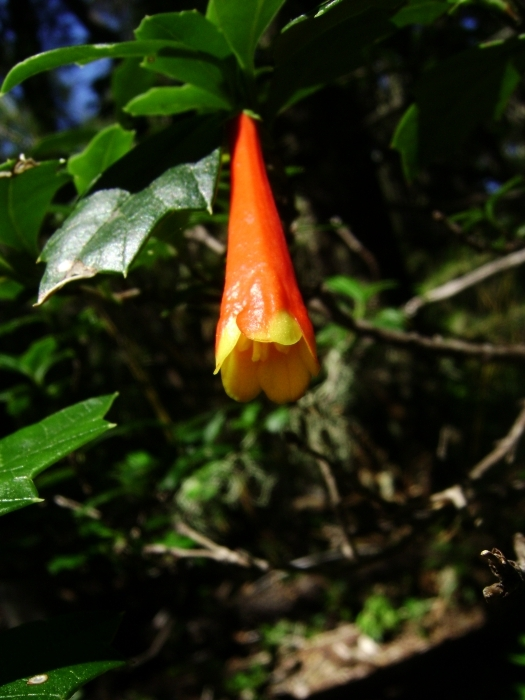
Desfontainia spinosa

Bruniotvaré (Bruniales) je malý řád vyšších dvouděložných rostlin, zahrnující pouze 2 čeledi a celkem asi 85 druhů. Jsou to dřeviny s jednoduchými listy a pětičetnými květy, rozšířené v jižní Africe a ve Střední a Jižní Americe.

## Popis
Řád bruniotvaré zahrnuje keře a stromy s jednoduchými vstřícnými nebo střídavými listy s palisty nebo bez palistů. Květy jsou nejčastěji pětičetné. Tyčinek je stejný počet nebo méně než korunních lístků. Semeník je svrchní až spodní, srostlý ze 2 až 5 plodolistů.
Řád zahrnuje pouze 2 čeledi, 14 rodů a asi 85 druhů. Čeleď Columelliaceae se vyskytuje ve Střední a Jižní Americe, čeleď bruniovité v jižní Africe.

## Taxonomie
Řád Bruniales byl ustanoven až v systému APG III, kde je součástí skupiny zvané 'Campanulids' a tvoří monofyletickou větev spolu s řády štětkotvaré (Dipsacales), miříkotvaré (Apiales) a Paracryphiales.

## Seznam čeledí
- bruniovité (Bruniaceae)
- Columelliaceae[4]